# Liste der Kulturdenkmäler in Kobern-Gondorf
In der Liste der Kulturdenkmäler in Kobern-Gondorf sind alle Kulturdenkmäler der rheinland-pfälzischen Ortsgemeinde Kobern-Gondorf mit den Ortsteilen Dreckenach, Gondorf und Kobern aufgeführt. Grundlage ist die Denkmalliste des Landes Rheinland-Pfalz (Stand: 27. Oktober 2023).

## Dreckenach

### Einzeldenkmäler
| Bezeichnung                          | Lage                                             | Baujahr                    | Beschreibung | Bild                                    |
| ------------------------------------ | ------------------------------------------------ | -------------------------- | --- | --------------------------------------- |
| Wegekreuz                            | Auf der Boursch                                  | 1772                       | Wegekreuz, 1772 | Direkt Bild zu diesem Denkmal hochladen |
| Katholische Pfarrkirche St. Hubertus | Auf der Boursch 6 Lage                           | 1842/43                    | Saalbau, Bruchschiefer, Rundbogenstil, 1842/43, Architekt Ferdinand Nebel, Koblenz; bauliche Gesamtanlage mit dem Friedhof | BW                                      |
| Friedhofskreuz                       | Auf der Boursch, bei Nr. 6 auf dem Friedhof Lage | Mitte des 19. Jahrhunderts | Friedhofskreuz, Mitte des 19. Jahrhunderts                                                                                 | BW                                      |
| Wohnhaus                             | Auf der Boursch 11 Lage                          | 18. Jahrhundert            | Krüppelwalmdachbau, wohl aus dem 18. Jahrhundert                                                                           | BW                                      |
| Kapelle                              | Lehmener Weg Lage                                |                            | Kapelle; neugotisch, Basaltbruchsteinbau                                                                                   | Fotos hochladen                         |
| Wegekreuz                            | Lehmener Weg, vor Nr. 1 Lage                     | 1699                       | Wegekreuz, bezeichnet 1699                                                                                                 | BW                                      |
| Wegekreuz                            | Rüberer Weg                                      | 1706                       | Wegekreuz, bezeichnet 1706                                                                                                 | Direkt Bild zu diesem Denkmal hochladen |
| Wegekreuz                            | Rüberer Weg, Ecke Dorfstraße Lage                | 17. Jahrhundert            | kleines Wegekreuz, 17. Jahrhundert                                                                                         | BW                                      |
| Kreuzwegstation                      | außerhalb des Ortes                              | 19. Jahrhundert            | Kreuzwegstation, Stelentyp, 19. Jahrhundert                                                                                | Direkt Bild zu diesem Denkmal hochladen |

## Gondorf

### Einzeldenkmäler
| Bezeichnung                                  | Lage                                         | Baujahr                            | Beschreibung | Bild                           |
| -------------------------------------------- | -------------------------------------------- | ---------------------------------- | --- | ------------------------------ |
| Oberste Mühle                                | Maifeldstraße 19 Lage                        | 19. Jahrhundert                    | Gebäudekomplex, Bruchstein, 19. Jahrhundert | Fotos hochladen                |
| Wohnhaus                                     | Römerstraße 7 Lage                           | 16. Jahrhundert                    | Bruchsteinbau, Treppengiebel, im Kern wohl aus dem 16. Jahrhundert; Gesamtanlage mit Garten | Fotos hochladen                |
| Schloss Liebieg                              | Römerstraße 52 Lage                          | zwischen 1255 und 1272             | Niederburg, zwischen 1255 und 1272 gegründet, viergeschossiger mittelalterlicher Wohnbau, 1858–61 von Vincenz Statz für den Koblenzer Bankier Johann Peter Clemens neugotisch umgebaut, neuromanischer Erweiterungsbau, neugotische Kapelle mit Gruft; Gesamtanlage mit Park | weitere Bilder Fotos hochladen |
| Hofanlage                                    | Römerstraße 56 Lage                          | 18. Jahrhundert                    | Fachwerkhaus, teilweise massiv, 18. Jahrhundert | Fotos hochladen                |
| Hofanlage                                    | Römerstraße 58 Lage                          | 18. Jahrhundert                    | Hofanlage, 18. Jahrhundert; dreigeschossiger Putzbau, Fachwerkscheune mit Krüppelwalmdach | Fotos hochladen                |
| Wohnhaus                                     | Römerstraße 98 Lage                          | 1526                               | Fachwerkhaus, teilweise massiv, bezeichnet 1526 (?), Umbau (?) im 18. Jahrhundert | Fotos hochladen                |
| Grabkreuze                                   | Römerstraße, auf dem Friedhof Lage           | 17. Jahrhundert                    | sechs Grabkreuze, 17. Jahrhundert | Fotos hochladen                |
| Katholische Pfarrkirche St. Johannes Apostel | Von-der-Leyen-Platz Lage                     | 1882                               | neugotische Bruchsteinhalle, 1882, Bauinspektor Delius, Koblenz; Gesamtanlage mit dem Friedhof | weitere Bilder Fotos hochladen |
| Grabkreuze und -platten                      | Von-der-Leyen-Platz, an der Kirche Lage      | 17. und 18. Jahrhundert            | elf Grabkreuze, 17. und 18. Jahrhundert; fünf Grabplatten, 1640, 1829 etc. | Fotos hochladen                |
| Oberburg                                     | Von-der-Leyen-Platz 1 Lage                   | 14. Jahrhundert                    | weitläufige Anlage des 14. Jahrhunderts, mittelalterliche Wehrtürme, Vorburg im Westen, im Osten Wohnbauten, auf der Moselseite Renaissancegalerie, leicht gebogene Anlage mit drei Flügeln; Vorburg: zwei Rundtürme, dreigeschossiger Putzbau, wohl aus dem 16. Jahrhundert; Mitteltrakt, 15. Jahrhundert; Torbau, 1527 Rundturm; Hauptburg: Rechteck, nordöstlich Palas, 15. Jahrhundert, moselseitiger Erker, drittes Viertel des 16. Jahrhunderts; Holzgalerie, um 1560; Südseite „Neuer Bau“, um 1556 bis 1567, zwei dreigeschossige Flügel um älteren Rundturm; Westseite, ehemaliger Bergfried, 14. Jahrhundert, heute Treppenturm; Gesamtanlage | weitere Bilder Fotos hochladen |
| Wegekreuz                                    | südlich des Ortes an der L 122 Lage          | 1606?                              | Wegekreuz, Nischentyp, angebl. bezeichnet 1606. Inschrift: NICKLAS WALDORFER und Hausmarke | Fotos hochladen                |
| Wegekapelle                                  | südlich des Ortes Dreckenach an der L 122    | 19. Jahrhundert                    | Wegekapelle, 19. Jahrhundert | Fotos hochladen                |
| Wegekreuz                                    | nordwestlich des Ortes am Kehrhof Lage       | 1756                               | Wegekreuz mit Corpus, Inschriften v.o.n.u. INRI 1756 JACOB MI(OO?)R VON KOWER | Fotos hochladen                |
| Kapelle                                      | nordwestlich des Ortes am Scheidter Hof Lage | zweite Hälfte des 19. Jahrhunderts | Kapelle, historisierender Basaltbruchsteinbau, zweite Hälfte des 19. Jahrhunderts | Fotos hochladen                |
| Bildstock                                    | nordwestlich des Ortes am Sonnenhof Lage     | 19. Jahrhundert                    | Bildstock, Säulentrommeltyp, 19. Jahrhundert | Fotos hochladen                |
| Kapelle                                      | westlich des Ortes am Weidenhof Lage         | 1844                               | Kapelle, Lisenengliederung, 1844 | Fotos hochladen                |

## Kobern

### Denkmalzonen
| Bezeichnung                              | Lage                        | Baujahr                 | Beschreibung | Bild                           |
| ---------------------------------------- | --------------------------- | ----------------------- | --- | ------------------------------ |
| Denkmalzone Jüdischer Friedhof           | Obermarkstraße 80 Lage      | 18. bis 20. Jahrhundert | etwa 70 Grabsteine, Stelen- und Säulentyp, vornehmlich aus dem 19. und 20. Jahrhundert, eventuell auch aus dem 18. Jahrhundert | weitere Bilder Fotos hochladen |
| Denkmalzone Oberburg mit Matthiaskapelle | nordwestlich des Ortes Lage | 1195                    | die Herren von Kobern 1126 erstmals genannt, 1195 die „alde Burg“ (heutige Oberburg) erwähnt, langgestreckte unregelmäßige Anlage; erhalten: Bergfried, um 1200, Umfassungsmauern; Matthiaskapelle, errichtet von Heinrich II. von Kobern zur Aufbewahrung und Verehrung einer Kopfreliquie des Apostels Matthias 1220–40, Zentralbau mit hohem Tambour, Rundchor später angefügt | weitere Bilder Fotos hochladen |

### Einzeldenkmäler
| Bezeichnung                            | Lage                                                    | Baujahr                            | Beschreibung | Bild                                    |
| -------------------------------------- | ------------------------------------------------------- | ---------------------------------- | --- | --------------------------------------- |
| Bahnhof                                | Bahnhofstraße ohne Nummer Lage                          | 1914–16                            | mehrteiliger, ein- bis zweigeschossiger Putzbau, 1914–16 | BW                                      |
| Friedhof                               | Burgstraße Lage                                         | 16. bis 18. Jahrhundert            | 73 Kreuze; Friedhofskreuz, 1888, Missionskreuz; 30 Kreuze um die Kapelle, 16. bis 18. Jahrhundert; Kriegerdenkmal der Kriege gegen Dänemark, Österreich und Frankreich, spätestens 1870/71; zwei Grabkreuze in der Friedhofsmauer | BW                                      |
| Dreikönigskapelle                      | Burgstraße, auf dem Friedhof Lage                       | um 1420                            | Dreikönigskapelle, um 1420 | weitere Bilder Fotos hochladen          |
| Wohnhaus                               | Elzerstraße 5 Lage                                      | 18. Jahrhundert                    | Massivbau, 18. Jahrhundert (?) | BW                                      |
| Abteihof St. Marien                    | Kirchstraße 1 Lage                                      | 1320/21                            | Fachwerk-Ständerbau, dendrodatiert 1320/21 | Fotos hochladen                         |
| Hof des Klosters Wallersheim           | Kirchstraße 9 Lage                                      | 16. Jahrhundert                    | Fachwerkbau, teilweise massiv, 19. Jahrhundert, Giebelseite Ständerwand, 16. Jahrhundert (?) | BW                                      |
| Wohnhaus                               | Kirchstraße 18 Lage                                     | 1575                               | Fachwerkhaus, teilweise massiv, Krüppelwalmdach, bezeichnet 1575, wohl aus dem 17. Jahrhundert | BW                                      |
| Hofanlage                              | Kirchstraße 22 Lage                                     | 18. Jahrhundert                    | Fachwerkhaus, teilweise massiv, verputzt, 18. Jahrhundert, Scheune | Fotos hochladen                         |
| Katholische Pfarrkirche St. Lubentius  | Lennigstraße Lage                                       | zweite Hälfte des 12. Jahrhunderts | Turm, zweite Hälfte des 12. Jahrhunderts; Bruchsteinsaal, 1827/28, Architekt Johann Claudius von Lassaulx | weitere Bilder Fotos hochladen          |
| Pfarrheim                              | Lenningstraße 2 Lage                                    | um 1835                            | ehemalige Jungenschule; Schieferbruchsteinbau, um 1835 nach Plänen von Johann Claudius von Lassaulx | Fotos hochladen                         |
| Schulhaus                              | Lennigstraße 16 Lage                                    | zweite Hälfte des 19. Jahrhunderts | Schieferbruchsteinbau, zweite Hälfte des 19. Jahrhunderts | BW                                      |
| Wegekreuz                              | Lubentiusstraße Lage                                    | 176[x]                             | Wegekreuz, bezeichnet 176[x] | BW                                      |
| Wohnhaus                               | Lubentiusstraße 14 Lage                                 | 20. Jahrhundert                    | Bruchsteinbau, 20. Jahrhundert; davor: zwei Wegekreuze, bezeichnet 1827 und 1803; neugotische Nische | Fotos hochladen                         |
| Kreuz                                  | Lutzstraße, gegenüber Nr. 16 Lage                       |                                    | barockes Kreuz | Fotos hochladen                         |
| Wohnhaus                               | Marktplatz 8 Lage                                       | 1765                               | Mansarddachbau; Fachwerkscheune, teilweise massiv, Krüppelwalmdach, bezeichnet 1765 und 1780 | Fotos hochladen                         |
| Wohnhaus                               | Marktplatz 12 Lage                                      | 1815                               | Fachwerkhaus, teilweise massiv, Krüppelwalmdach, bezeichnet 1815 | BW                                      |
| Kurfürstlicher Hof                     | Marktplatz 16/18 Lage                                   | 1769                               | ehemaliger Hof des Trierischen Kartäuserstifts St. Alban und Kurfürstlicher Hof, Sitz des Kurfürstlichen Gerichts; Mansardwalmdachbau, bezeichnet 1769                                                                            | Fotos hochladen                         |
| Wohnhaus                               | Marktplatz 17 Lage                                      | 18. Jahrhundert                    | Fachwerkhaus, teilweise massiv und verputzt, 18. Jahrhundert | Fotos hochladen                         |
| Wohnhaus                               | Marktplatz 19 Lage                                      | 1723                               | Fachwerkhaus, teilweise massiv, bezeichnet 1733 und 1723 | Fotos hochladen                         |
| Wohnhaus                               | Marktplatz 21 Lage                                      | 18. Jahrhundert                    | Fachwerkhaus, teilweise massiv, Mansardwalmdach; Fachwerkscheune, teilweise massiv, Krüppelwalmdach, 18. Jahrhundert | Fotos hochladen                         |
| Wohnhaus                               | Marktplatz 23 Lage                                      | 1739                               | Mansardwalmdachbau, teilweise Fachwerkhaus, bezeichnet 1739 | BW                                      |
| Wegekreuz                              | Marktplatz, bei Nr. 25 Lage                             | 1760                               | Wegekreuz, bezeichnet 1760 | Fotos hochladen                         |
| Kartäuserhof                           | Marktstraße 18, Moselweg 12/13 Lage                     | 1718                               | ehemalige Kellereigebäude des Kartäuserhofs; großvolumiger Walmdachbau, bezeichnet 1718, laut Inschrift 1781, rückwärtiger Teil L-förmig, abgewalmtes Mansarddach                                                                 | BW                                      |
| Hofanlage                              | Mühlental 6 Lage                                        | 19. Jahrhundert                    | Hofreite; Bruchschieferbau, Krüppelwalmdach, 19. Jahrhundert; bauliche Gesamtanlage | BW                                      |
| Wohnhäuser                             | Mühlental 15 Lage                                       | 1577                               | zwei Fachwerkhäuser; in umgebender Mauer verschiedene Zahlen und Grabsteine, unter anderem 1577; Lünettenfüllung bezeichnet 1879, Barockrelief                                                                                    | BW                                      |
| Hofanlage                              | Mühlental 17 Lage                                       | 18. Jahrhundert                    | U-förmige Hofanlage; Fachwerkhaus, teilweise massiv, Krüppelwalmdach, 18. Jahrhundert | Fotos hochladen                         |
| Mühle                                  | Mühlental, zu Nr. 17 Lage                               | 18. oder 19. Jahrhundert           | L-förmige Anlage, Schieferbruchstein verputzt, Scheune, wohl aus dem 18. oder 19. Jahrhundert; zweite Steinscheune, großes Mühlrad, Mühlenkomplex, bezeichnet 1896                                                                | BW                                      |
| Wegekapelle                            | Obermarkstraße, Ecke Am Kehr Lage                       | Mitte des 19. Jahrhunderts         | Wegekapelle, Basaltquaderbau, Mitte des 19. Jahrhunderts; Wegekreuz, bezeichnet 1819 | Fotos hochladen                         |
| Wohnhaus                               | Peterstraße 3 Lage                                      | 16. Jahrhundert                    | Fachwerkhaus, teilweise massiv, Ständerbau, im Kern aus dem 16. Jahrhundert (?), altes jüdisches Bethaus | Fotos hochladen                         |
| Zehnthof                               | Peterstraße 4 Lage                                      | 1583                               | Burghaus der Romilian von Kobern; eingeschossiger Massivbau, bezeichnet 1583 und 1772 | Fotos hochladen                         |
| Wohnturm                               | Peterstraße, zwischen Nr. 8 und 10 Lage                 | 15. Jahrhundert                    | Wohnturm, 15. Jahrhundert, rückwärtig Erkertürmchen; bauliche Gesamtanlage | Fotos hochladen                         |
| Wohnhaus                               | Schulstraße 3 Lage                                      |                                    | spätmittelalterlicher Massivbau, teilweise neugotische Fenster | BW                                      |
| Wohnhaus                               | Schulstraße 5 Lage                                      | 18. oder 19. Jahrhundert           | Fachwerkhaus, teilweise massiv, Krüppelwalmdach, 18. oder 19. Jahrhundert | BW                                      |
| Kellerportal                           | Schulstraße, Ecke Kirchstraße Lage                      | 1582                               | Kellerportal, bezeichnet 1582 | Fotos hochladen                         |
| Wohnhaus                               | St.-Matthias-Straße 1 Lage                              | 16. Jahrhundert                    | Fachwerkhaus, teilweise massiv, Krüppelwalmdach, wohl aus dem 16. Jahrhundert | Fotos hochladen                         |
| Wohnhaus                               | St.-Matthias-Straße 5 Lage                              | 1790                               | Fachwerkhaus, teilweise massiv, Mansarddach, bezeichnet 1790 | BW                                      |
| Wohnhaus                               | St.-Matthias-Straße 14 Lage                             | 19. Jahrhundert                    | Fachwerkhaus, teilweise massiv, verputzt, 19. Jahrhundert | BW                                      |
| Wohnhaus                               | Unterstraße 17 Lage                                     | 1627                               | Fachwerkhaus, teilweise massiv, bezeichnet 1627, wohl eher aus dem 18. Jahrhundert | BW                                      |
| Wohnhaus                               | Wagnerstraße 9/11 Lage                                  |                                    | Fachwerkhaus, teilweise massiv, verputzt | BW                                      |
| Weinberge                              | nordöstlich des Ortes zwischen Kobern und Winnigen Lage |                                    | Weinberge, terrassiertes Gelände | BW                                      |
| Kapelle zur schmerzhaften Muttergottes | nordwestlich des Ortes bei den Achterspanner Höfen Lage | Mitte des 19. Jahrhunderts         | Kapelle zur schmerzhaften Muttergottes, Mitte des 19. Jahrhunderts; Grabstele und Wegekreuz, wohl aus dem 19. Jahrhundert | BW                                      |
| Kapelle                                | nordwestlich des Ortes am Euligerhof Lage               |                                    | Kapelle | Fotos hochladen                         |
| Kapelle St. Heinrich und Margareta     | nordwestlich des Ortes am Sürzerhof Lage                | um 1900                            | neugotischer Basaltbruchsteinbau, um 1900; Wegekreuz, 18. Jahrhundert; Grabstein, bezeichnet 1847 | Fotos hochladen                         |
| Kreuz                                  | nordwestlich des Ortes (bei Sürzerhof 6) Lage           | 1670                               | Kreuz, 1670 | BW                                      |
| Wegekreuz                              | oberhalb des Ortes                                      | 1782                               | Wegekreuz, 1782 | Direkt Bild zu diesem Denkmal hochladen |
| Niederburg                             | westlich des Ortes Lage                                 | um 1200                            | spornartig zulaufende Burg, Bergfried, um 1200; Reste eines spätgotischen Palas und Ringmauer; Vorburg, Kirchturm; Gesamtanlage mit Burgberg                                                                                      | weitere Bilder Fotos hochladen          |
| Kapelle                                | westlich des Ortes (bei Solligerhof 9) Lage             | 19. oder 20. Jahrhundert           | Kapelle, Bruchstein, 19. oder 20. Jahrhundert | Fotos hochladen                         |
| Hof der Boos von Waldeck               | westlich des Ortes (Solligerhof 10/12) Lage             | 18. Jahrhundert                    | Mansardwalmdachbau, Fachwerkobergeschoss verputzt, 18. Jahrhundert | BW                                      |
| Wohnhaus                               | westlich des Ortes (Solligerhof 16) Lage                | 18. oder 19. Jahrhundert           | Fachwerkbau, teilweise massiv, 18. oder 19. Jahrhundert | BW                                      |
| Kreuzweg                               | westlich des Ortes zwischen Nieder- und Oberburg Lage   | 19. Jahrhundert                    | Kreuzweg; reliefierte Nischen, Basaltfindlinge; Kapelle; Gipfelkreuz; Korpus Christi, 19. Jahrhundert | BW                                      |